# Bezzecca
Bezzecca (Bezèca in dialetto locale) è un municipio di 649 abitanti del comune di Ledro in provincia autonoma di Trento.
Fino al 31 dicembre 2009 costituì un comune autonomo che, assieme agli ex comuni di Tiarno di Sopra, Tiarno di Sotto, Concei, Molina di Ledro e Pieve di Ledro, faceva parte dell'Unione dei Comuni della Valle di Ledro. I suddetti comuni sono confluiti, il primo gennaio 2010, nel nuovo comune di Ledro.

## Storia
Il 21 luglio 1866 fu teatro della famosa battaglia di Bezzecca, quando i garibaldini del Corpo Volontari Italiani di Giuseppe Garibaldi respinsero un massiccio attacco austriaco, nel corso della terza guerra di indipendenza. Il tenente Carlo Tortima che partecipò alla battaglia vide morire il colonnello Giovanni Chiassi. Ne raccolse gli speroni e unitamente alla sua divisa con decorazioni ne fece dono al Museo nazionale di Mentana dopo aver partecipato alla campagna del 1867. Fu proprio a Bezzecca che Giuseppe Garibaldi pronunziò il celebre Obbedisco.

### Simboli

Vecchio stemma comunale

Lo stemma e il gonfalone erano stati concessi con regio decreto del 15 ottobre 1931.
Il gonfalone era un drappo di verde.

## Monumenti e luoghi d'interesse
- Chiesa di Santa Lucia in Pratis, la chiesa più antica della valle.
- Chiesa di Santo Stefano
- Sacrario militare di Bezzecca

## Società

### Evoluzione demografica
Abitanti censiti

## Geografia antropica
La circoscrizione territoriale ha subito le seguenti modifiche: nel 1928 aggregazione di territori dei soppressi comuni di Enguiso, Lenzumo, Locca e Pieve di Ledro; nel 1952 distacco di territori per la ricostituzione dei comuni di Pieve di Ledro (Censimento 1951: pop. res. 213) e del nuovo comune di Concei, comprendente i territori degli ex comuni di Enguiso, Lenzumo e Locca (Censimento 1951: pop. res. 780).

## Amministrazione

### Gemellaggi
- Castiglione delle Stiviere[senza fonte]

## Sport
Bezzecca è stata sede di arrivo di tappa del Giro d'Italia nel 1966
Tappe del Giro d'Italia con arrivo a Bezzecca
| Anno | Tappa | Partenza | km  | Vincitore di tappa | Maglia rosa  |
| ---- | ----- | -------- | --- | ------------------ | ------------ |
| 1966 | 16ª   | Brescia  | 143 | Franco Bitossi     | Gianni Motta |